# Большой Шудугуж
Большо́й Шу́дугуж (горномар. Кого Шудыгуж) — деревня в Килемарском районе Республики Марий Эл. Входит в состав городского поселения Килемары.

## География
Деревня находится в западной части республики в зоне хвойно-широколиственных лесов, у реке Пюзя, на расстоянии примерно 25 километров (по прямой) к запад-северо-запад от посёлка городского типа Килемары, административного центра района.

### Климат
Климат характеризуется как континентальный, умеренно влажный. Среднегодовая температура воздуха — 3,3 °С. Средняя температура воздуха самого тёплого месяца (июля) — 18,9 °C (абсолютный максимум — 38 °C); самого холодного (января) — −12,4 °C (абсолютный минимум — −47 °C). Продолжительность устойчивых морозов в среднем 127 дней. Среднегодовое количество атмосферных осадков составляет 518 мм, из которых около 70 % выпадает в период с апреля по октябрь. Снежный покров держится в течение 156 дней.

## Топоним
В переводе с марийского языка название деревни означает «высокая трава».

## История
По местным данным упоминалась с 1660 года. Первыми жителями были ветлужские марийцы.
В 1933 году в деревне проживал 321 человек, в основном мари.
В 1954 году здесь в 58 хозяйствах проживали 218 человек.
В 1967 году в деревне насчитывалось 180 жителей, в ней находились сельсовет, клуб, библиотека, медпункт, начальная школа.
В 1991 году в деревне закрыли фельдшерско-акушерский пункт, в 1985 году библиотеку, в 1992 году сократили и дом культуры. В советское время работали промколхоз «15 лет Октября» и колхоз «Искра».

## Население
| 2010 |
| ---- |
| 9    |

### Национальный состав
Согласно результатам переписи 2002 года, в национальной структуре населения марийцы составляли 66 % из 38 чел.

## Инфраструктура
Личное подсобное хозяйство. Было развито коллективное сельское хозяйство.

## Транспорт
Просёлочные дороги.